# Torneo Godó 2007
Torneo Godó 2007 — тенісний турнір, що проходив на ґрунтових кортах у місті Барселона, Іспанія з 23 квітня . Належав до категорії International Series Gold, був турніром серії Відкритий чемпіонат Барселони з тенісу 2007 року.

## Фінальна частина

### Одиночний розряд
Рафаель Надаль —  Гільєрмо Каньяс 6–3, 6–4

### Парний розряд
Андрей Павел /  Александер Васке —  Рафаель Надаль /  Bartolomé Salvá-Vidal 6–3, 7–6(7–1)